# У диму битке
У диму битке је епизода Дилан Дога објављена у свесци бр. 134. у издању Веселог четвртка. Свеска је објављена 17.05.2018. Коштала је 270 дин (2,4 €). Имала је 94 стране.

## Оригинална епизода
Оригинална епизода под називом Nel fumo della bataglia објављена је у бр. 343. оригиналне едиције Дилана Дога која је у Италији изашла 28.03.2015. Епизоду је нацртао и написао Ђиђи Симеони, а насловну страну нацртао Анђело Стано. Коштала је 3,5 €.

## Кратак садржај
Сузи Дивер, која изгубила десетогодишњег сина Џоиа који је извршио самоубиство (боловао од облика аутизма), добија преко Фејсбука поруке од особе која се представља као њен син. Помоћ тражи од Дилана Дога. Сузи верује да јој се Џои обраћа са другог света, док Дилан верује да се ради о преверанту који жели да злоупотреби мајчинску бол. Истраживање Дилана доводи до доктора Харпа, шефа клинике Роузвил, где је Џои извршио самоубиство.

## Дилан и Фејсбук
У складу са најавама које су започеле у епизоди ДД-128 (Блок одлази у пензију, Дилан почиње да користи мобилни телефон итд), у овој епизоди Дилан почиње да користи и Фејсбук. Додуше за сада само да би ступио у контакт са непознатом особом која се представља као Сузин покојни син.

## Претходна и наредна епизода
Претходна епизода носила је наслов Мушко срце (бр. 133), а наредна Укус воде (бр. 135).